# کوادریلاترو دلا مدا
کوادریلاترو دلا مدا (ایتالیایی: Quadrilatero della moda)، (تلفظ ایتالیایی: [kwadriˈla:tero della ˈmɔ:da]) (به معنی: چهارسوی مد) یا محلۀ مد خیابان مونته‌ناپولئونه (به ایتالیایی: Via Montenapoleone distretto della moda)؛ یک منطقۀ خرید در مرکز شهر ایتالیایی میلان است که در سراسر جهان به عنوان منطقه‌ای از فعالیت‌های تجاری لوکس شناخته می‌شود، جایی که جواهر فروشی‌ها، بوتیک‌ها و نمایشگاه‌های منحصر به فرد مد ایتالیایی و برندهای بین‌المللی شناخته شده و گران‌قیمت‌ترین پوشاک، طراحی و مبلمان در آن متمرکز شده‌اند.
اضلاع چهارسو، واقع در جنوب طاق‌های پورتا نووا، توسط خیابان مونته‌ناپولئونه (جنوب غربی)، خیابان مانتسونی (شمال غربی)، خیابان اسپیگا (شمال شرقی) و کورسو ونتسیا (جنوب شرقی) تشکیل شده است.

## توضیحات

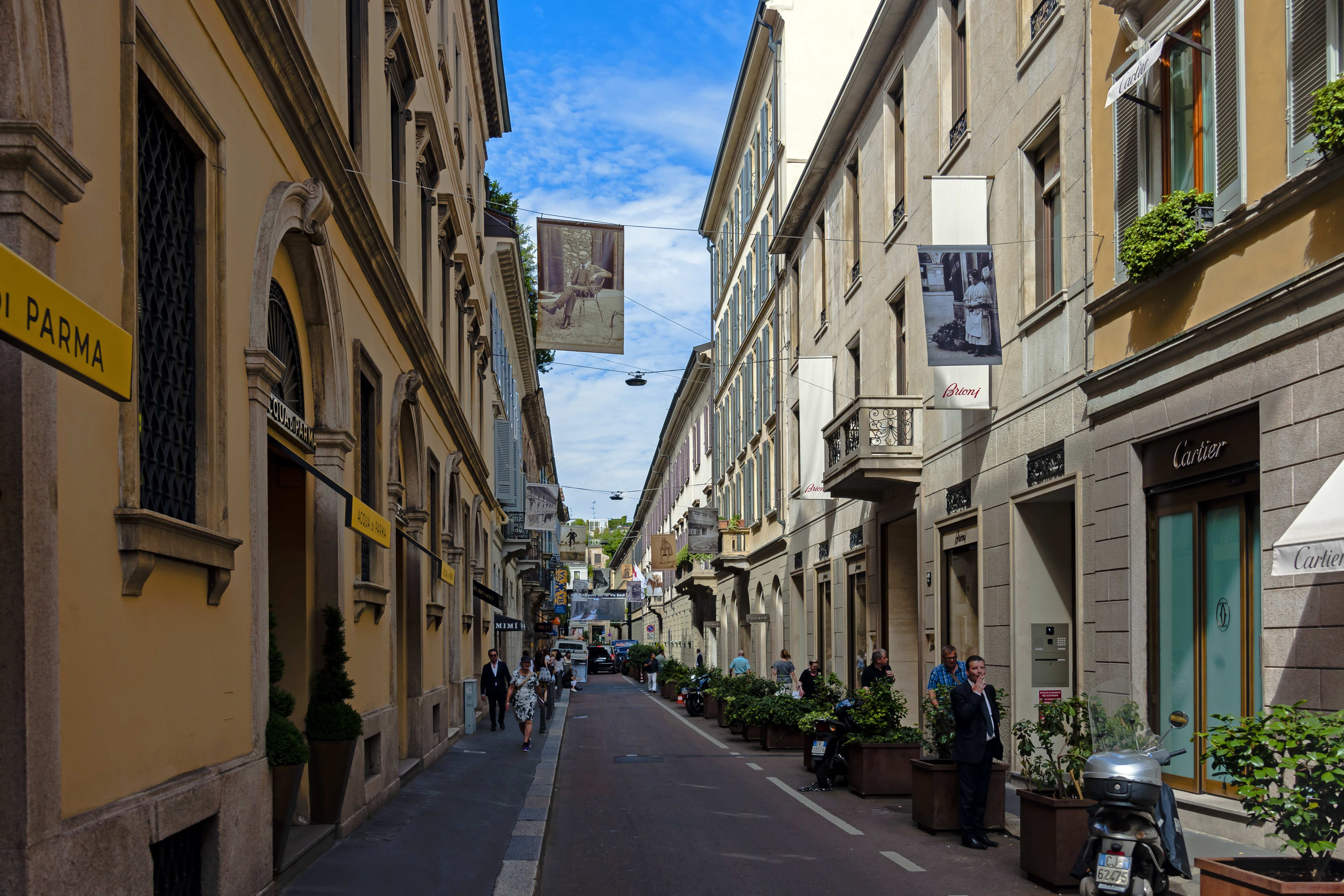
بوتیک‌ها در امتداد خیابان جِزاو، در وسط محله.

این محله که در داخل شهرداری ۱ میلان، در مرکز شهر قرار دارد؛ که با نام «چهارسوی طلایی مد» نیز شناخته می‌شود، به این دلیل است که توسط چهار خیابان معروف احاطه شده است: خیابان مونته‌ناپولئونه، خیابان مانتسونی، خیابان اسپیگا و کورسو ونتسیا.
یک مرکز خرید لوکس مهم و قلب تپندۀ رویدادهای مرتبط با هفتۀ مد میلان، میزبان فروشگاه‌های پوشاک متعدد از مهم‌ترین برندهای مد، آتلیه‌ها، استودیوها و نمایشگاه‌هایی است که گردشگران را از سراسر جهان جذب می‌کنند.
قلب «کوادریلاترو دلا مدا» از طریق مونته ناپولئونه است - که نام آن به سال ۱۸۰۴ میلادی، در زمان تسلط ناپلئون باز می‌گردد - که به نظر می‌رسد سومین گران‌ترین و معتبرترین خیابان جهان با توجه به «خیابان‌های اصلی در سراسر جهان» باشد. که گران‌ترین خیابان‌های خرید را در سطح بین‌المللی طبقه‌بندی می‌کند.
داخل محله با خیابان‌های بسیار زیبا، مانند: خیابان بورگوسپسو، خیابان سانتو اسپیریتو (به معنی: روح القدس)، خیابان جِزاو (به معنی: عیسی)، خیابان سنت‌آندره‌آ، خیابان باگوتا و خیابان وِرّی غنی شده است. علاوه بر این، کل این منطقه از نظر فرهنگی نیز سرزنده است. از جمله ساختمان‌های مختلف تاریخی و معتبر از نظر معماری می‌توان به این موارد اشاره کرد: خانه-موزه‌های پولدی پتسولی و باگاتی والسکی، کاخ موراندو، گراند هتل ات دو میلان، کلیسای سن فرانچسکو دی پائولا، ساختمان گالاراتی اسکوتی و ساختمان بورومئو دآدا.
از ژوئن ۲۰۲۴ میلادی دسترسی افراد غیر مقیم برای استفاده از خودرو در این محله ممنوع خواهد بود.